# Anyphops broomi
Anyphops broomi là một loài nhện trong họ Selenopidae.
Loài này thuộc chi Anyphops. Anyphops broomi được Mary Agard Pocock miêu tả năm 1900.